# Lago Baiyangdian
El lago Baiyángdian (en chino: 白洋淀, pinyin: Báiyángdiàn, conocido como la perla del norte) es un lago de agua dulce, el mayor en la llanura de Hebei, al norte de la República Popular China. Es conocido como el riñón del norte de China. Su área es de 366 km². Debido a su ubicación se le considera un "oasis" en el árido norte de China.

## Formación del  lago
Una leyenda dice que el lago se formó a partir de los fragmentos de un espejo que dejó caer una diosa en su descenso a la tierra, ya que el mismo es la unión de 146 lagos más pequeños rodeados de 36 pueblos y 800 hectáreas de rojizas marismas.

## Flora y fauna
El lago es el hogar de cerca de 50 variedades de peces y múltiples variedades de gansos silvestres, patos, y aves. El lago y los parques también son el hogar de un gran número de Nelumbonaceae, Cordyline fruticosa, y otras plantas. De la recolección de la fauna y la flora del lago, los locales se ganan la vida.

## Medioambiente
Aunque parecen algunas aéreas como vírgenes, el lago Baiyángdian está contaminado de residuos industriales y cría de peces. La limpieza del lago se ha convertido en una prueba para el compromiso del gobierno chino, pero los ecologistas chinos han pintado esta agenda como poco más que promesas vacías y de prueba tienen el lago.
Debido a la sequía y las aguas que surten el lago elegidas para las necesidades de la ciudad de Pekín ha visto bajar el nivel medio de sus aguas hasta tan sólo 6,5 metros, un 60 % menos de lo habitual. Fue necesario llevar un suministro de agua del Río Amarillo, por primera vez en noviembre de 2006 y una operación similar se inició en enero de 2008.
Este lago se ha secado en 7 ocasiones desde 1967, en una ocasión por un periodo de 5 años.
En enero de 2008, los científicos del Dartmouth College han puesto de manifiesto los alarmantes niveles de mercurio y arsénico en las aguas del lago Baiyángdian.

## Turismo
El lago Baiyangdian es una atracción turística a nivel nacional e internacional. Embarcaciones impulsadas a mano y motorizadas están disponibles para pequeñas y medianas empresas, grandes barcos de motor están disponibles para grupos grandes por lo general acompañado por un guía turístico.